# Rækkemotor-5
 Der er for få eller ingen kildehenvisninger i denne artikel, hvilket er et problem. Du kan hjælpe ved at angive troværdige kilder til de påstande, som fremføres i artiklen.

En 5-cylindret rækkemotor er en motor med 5 cylindre anbragt på række.

## Brug i
- Brugt af Audi i diverse modeller fra ca. 1980 - 1997, med og uden turbo samt alm. karburator, mekanisk/elektronisk-indsprøjning. Bl.a. i deres power modeller, "ur"-quattro 10v + 20v, Sportquattro, S1, 100 turbo quattro, 200 quattro 10v + 20v, S2, RS2, S4, S6, TTRS, RS3, Q3RS, alle med turbo.
- Hummer H3 er også leveret med 5 cylindret L52-3.5 liter/220hk. eller LLR-3,7 liter/242hk.rækkemotor.
- Volvo har brugt samme motorkonfiguration i deres C30, S40/V50, S60/V70, XC70/90, enten benzin eller diesel, med og uden turbo, FWD eller AWD.
- Ford Focus i R eller RS med turbo og kun FWD.